# Teodorico di Kleve
Teodorico in lingua tedesca Dietrich (II.) (Kleve) (inizio secolo XI – dopo il 1090) fu conte di Kleve dal 1070 circa fino alla sua morte.

## Origine
Di Teodorico non si conoscono gli ascendenti. 

Discendente del conte di Kleve, Ruggero I, e della moglie, Wazela di Lotaringia, figlia illegittima del conte palatino di Lotaringia della dinastia degli Azzoni, Azzo di Lotaringia.

Gli Annales Rodenses presentano Ruggero I di Kleve come nobile, famoso e potente, assieme al fratello, Gerardo (in Flandriensi provintia duo nobiles germani fratres aput saeculum praeclari et potens, alter Gerardus et alter vocabatur Rutgerus).

## Biografia
Di Teodorico si hanno poche notizie.

Secondo la GENEALOGY.EU, si hanno notizie di Teodorico nel 1056.

Comunque la sua esistenza è controversa; pare che in un documento contraffatto del 1082 è menzionato un conte Teodorico (Dietrich von Kleve). Non si hanno altre notizie in merito.
Non si conosce l'anno esatto della morte di Teodorico, che avvenne dopo il 1090

## Matrimonio e discendenza
Di Teodorico non si conosce il nome di una eventuale moglie, mentre si conosce l'esistenza di un figlio:
- Teodorico